# Aquilaspio pyramidalis
Aquilaspio pyramidalis är en ringmaskart som beskrevs av Anne D. Hutchings och Turvey 1984. Aquilaspio pyramidalis ingår i släktet Aquilaspio och familjen Spionidae. Inga underarter finns listade i Catalogue of Life.